# Szárazjég

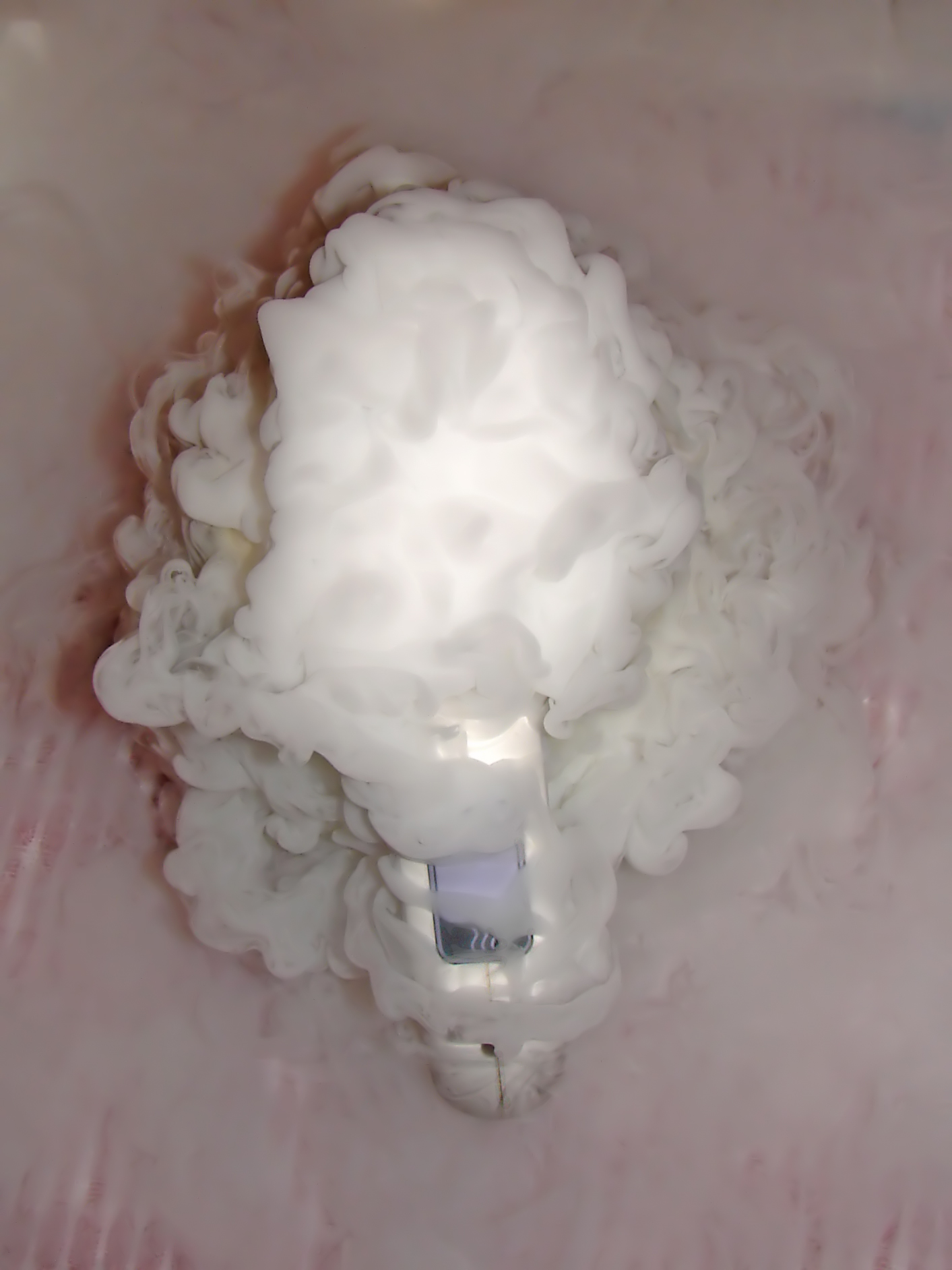
A szárazjég gázzá fejlődik melegítés hatására anélkül, hogy közben folyékony állapotot venne fel

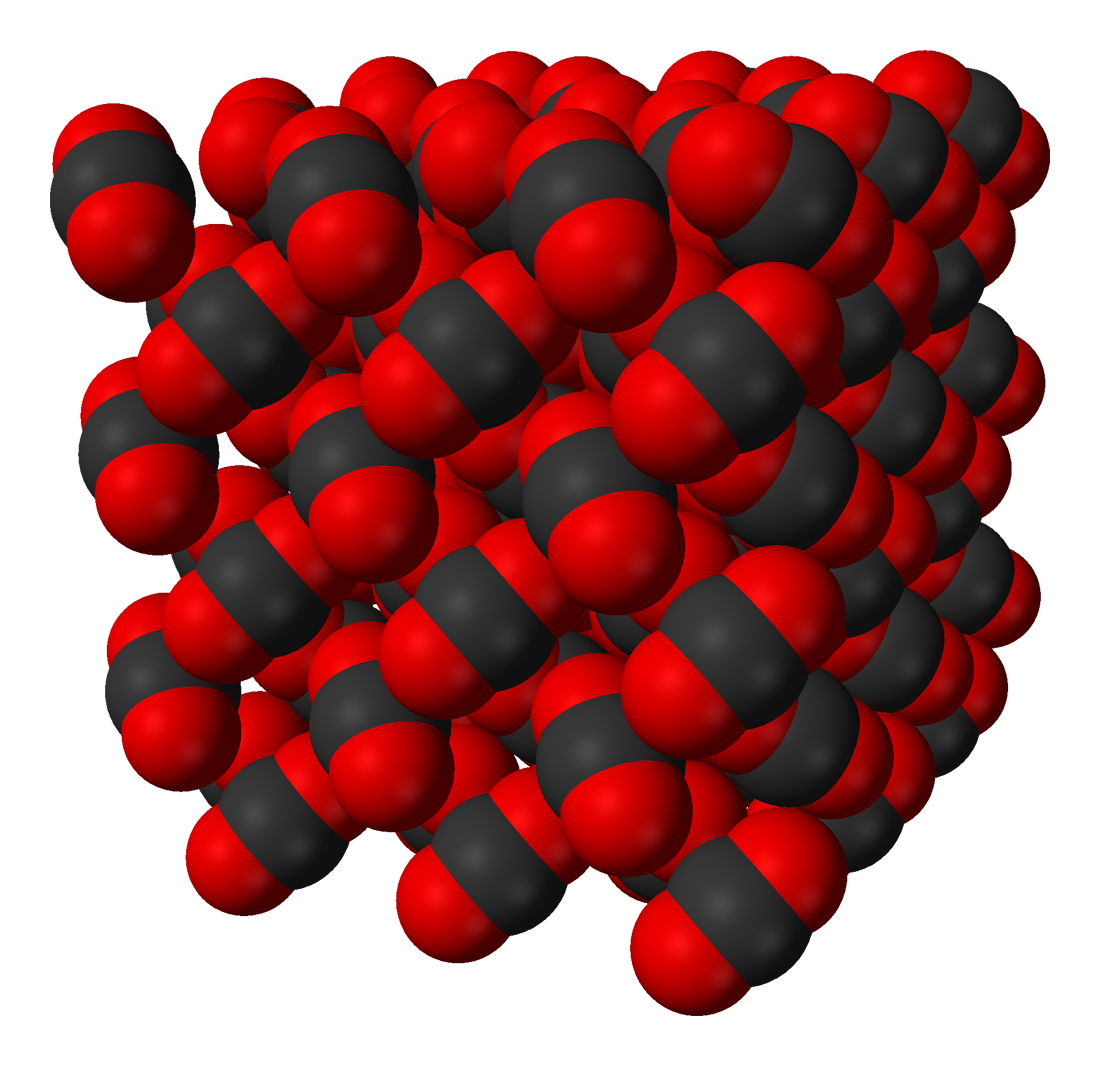
A szárazjég kristályszerkezete

A szárazjég a szén-dioxid szilárd formája.

## Létrehozása
A folyékony CO2-t vagy palackokban tárolják környezeti hőmérsékleten 60 bar alatt, vagy vákuum-szigetelt tartályokban kb. −20 °C-on, 20 bar alatti nyomáson. Amikor a folyékony CO₂ expandál (eredeti térfogatának kb. az 1,1-szeresére növekszik), finoman porított hó képződik, melynek összepréselésével keletkezik a szárazjég.

## Fizikai tulajdonságai
Ezen szilárd anyag kinézetre nagyon hasonlít a vízjéghez, tulajdonságai azonban jelentősen eltérnek attól:
- olvadás- és forráspontja −78,5 °C,
- amikor hőt vesz fel, a szárazjég közvetlenül átalakul gáz halmazállapotúvá, vagyis szublimál,
- a szén-dioxid kis töménységben nem mérgező, de a biztonsági előírásokat be kell tartani, és a levegőben lévő veszélyes koncentrációt nem szabad elérni,
- a gáz általában kémiailag semleges anyagként viselkedik.

## Felhasználási területek
- hűtés, hűtve szállítás
- fagyasztva illesztés
- szárazjégszórásos ipari tisztítás
- élelmiszergyártás, gombatermesztés, kertészet, olajipar

## Külső hivatkozások
- Szárazjég.lap.hu – linkgyűjtemény